# Boleslao Piast
Boleslao Piast (en húngaro: Piast Boleszláv) (1280 – 1328) príncipe de Tosuek y Cieszyn, fue el trigésimo tercer arzobispo de Esztergom (1321–1328).

## Biografía
Boleslao nació cerca de 1280 como hijo del Duque polaco Casimiro de Bytom y Cieszyn, y de su esposa la princesa lituana Helena. La hermana de Boleslao, María Piast de Polonia se casó en 1306 con el rey Carlos I Roberto de Hungría. Tras esto siguió a su hermana al reino húngaro y vivió en la corte junto a su hermano Miecislao.
Boleslao había estudiado en Cracovia y Padua, fue a partir de 1297 canónigo de Boroslo, y a partir de 1305 escolástico de Cracovia. Si bien su hermana murió en 1318, Boleslao permaneció en el reino de Carlos Roberto, quien lo hizo nombrar el 1 de febrero de 1321 arzobispo de Esztergom. Sin embargo fue arzobispo oficialmente entre el 2 de octubre de 1321 y diciembre de 1328. Entre 1322 y 1323 ocupó el cargo de ispán de la provincia de Pozsega, y en 1322 viajó a Venecia como embajador real. En 1326 condujo un sínodo en la ciudad de Estrigonia, y también ratificó y bendijo la creación de la primera orden secular de caballería en el mundo, Orden de San Jorge, fundada por el rey Carlos Roberto para mantener a sus nobles bajo su influencia. En 1328 luchó contra Fraticelli con ayuda de los domunicos y con el arresto de los canónigos de Nitra consiguió al poco tiempo que su hermano menor Miecislao fuese nombrado obispo de Nitra. Han quedado sellos arzobispales de Boleslao de 1323, 1324 y 1328.
Su puesto estuvo vacío entre diciembre de 1328 y el 18 de junio de 1329. Su sucesor fue Nicolás Dörögdi.